# 商文江
商文江（1965年10月—），男，汉族，浙江金华人，中华人民共和国政治人物。现任中国政法大学商学院院长、MBA教育中心主任，教授，博士生导师。第十四届全国政协委员。